# 土岐頼康
土岐 頼康（とき よりやす）は、南北朝時代の武将、守護大名。室町幕府侍所頭人、美濃・尾張・伊勢守護。土岐氏の一族土岐頼清（頼宗）の長男で土岐頼貞の孫。明智頼兼、頼雄、康貞、直氏、頼忠の兄。子に娘（二条良基室）。養子に康行。

## 生涯
父の陣没後、土岐氏惣領の叔父土岐頼遠と共に若くして各地を転戦して南朝方と戦った。興国元年/暦応3年（1340年）、前年に越前で敗れて美濃国根尾城に籠っていた南朝方の脇屋義助を9月19日に叔父の頼遠等と共に攻め、脇屋義助は尾張に逃亡した。
興国3年/康永元年（1342年）に叔父の頼遠が光厳上皇に狼藉を働いたため処刑されると、惣領を継ぎ美濃守護となり、おなじく叔父頼明（周済）の補佐を受けた。正平8年/文和2年（1353年）、本拠地を長森城から革手城に移し、美濃の豪族斎藤氏を服従させた。観応元年（1350年）7月に土岐周済らが南朝と結んで反乱を起こすがこれを打ち破って美濃を平定している。
頼康は「桔梗一揆」と呼ばれる土岐氏一族の強力な武士団を有しており、弟の頼雄、康貞、直氏、頼忠らを美濃各地に配して結束を強化した。観応の擾乱では室町幕府初代将軍足利尊氏を常に支持して武功があり、その功績によって正平6年/観応2年（1351年）に尾張守護職を与えられた。翌正平7年/文和元年（1352年）閏2月に南朝が京都を奪うと、頼康は美濃で軍勢を集め、足利義詮とともに3月に京都を奪還する（八幡の戦い）。同年、最初の半済令が発せられるが、その対象国3国（近江・美濃・尾張）のうち2国までが頼康の守護国だった。
正平8年/文和2年（1353年）6月に南朝軍が京都に侵入すると、義詮と後光厳天皇は頼康を頼り、義詮は垂井（現・岐阜県垂井町）に、天皇は小島（岐阜県揖斐川町）に滞在したという。
正平8年/文和2年から翌年まで侍所頭人を務め、正平9年/文和3年（1354年）に評定衆に列する。正平13年/延文3年（1358年）に尊氏が死去すると出家して善忠と号した。正平15年/延文5年（1360年）仁木義長の失脚により伊勢守護職を与えられ、頼康は東海道の要衝3ヶ国の守護を兼ねて土岐氏の最盛期を築き上げた。
貞治5年（1366年）に細川頼之が管領に就任すると仁木義長が復権、頼康は伊勢国守護の地位を失った。その後も頼康は尊氏以来の宿老として幕政に参与して重きをなした。3代将軍義満の管領細川頼之との関係が良くなかったためか、応安3年（1370年）父の仏事のためと称して勝手に美濃へ帰国し（『後愚昧記』）幕政から距離を置いている。
天授5年/康暦元年（1379年）2月22日、頼康と京極高秀に追討令が出されたが（『花営三代記』）、頼康が義満に弁明して両者は赦免された。赦免を受けて土岐一族や斯波義将、佐々木高秀らは花の御所を包囲し（御所巻）、細川頼之を失脚させた（康暦の政変）。
元中4年/嘉慶元年12月25日（1388年2月3日）、揖斐郡揖斐川町の瑞巌寺で死去。甥の康行が惣領を継いだが、将軍権力の強化を図る義満は勢力の強すぎる土岐氏一族の内紛を画策し、康行は挙兵に追い込まれ、幕府軍の追討を受けて没落した（土岐康行の乱）。康行の後は末弟の頼忠（康行の叔父）が美濃守護に任じられたが、土岐氏の力は大きく減じ、再び美濃一国の守護に逆戻りしてしまった。
文武に優れ『新千載和歌集』・『新拾遺和歌集』・『新後拾遺和歌集』など勅撰和歌集に多くの和歌を残している。法名は建徳寺節叟善忠。墓は岐阜県揖斐川町の瑞巌寺。